# Fonko
Fonko är en svensk dokumentärfilm från 2016 i regi av Daniel Jadama, Lars Lovén och Göran Hugo Olsson. 

## Handling
Fonko handlar om musik och sociala frågor i Afrikas storstäder, mot en bakgrund av kolonialismen.  Filmen utspelar sig i Johannesburg, Dakar, Kapstaden, Luanda, Ouagadougou, Lagos och Accra och man kan höra musikstilar som kuduro, afrobeat, afrobeatz, hiplife, hip hop galsen och kwaito. 

## Medverkande
Medverkar i filmen gör bland andra Nneka (singer), Thomas Sankara, Didier Awadi, 2baba, Wanlov the Kubolor, Weydiack, Daara J Family, PPS the Writah, Sacerdote, Sista Fa, Black Motion, Driemanskap, Neo Muyanga, Sebem, Joey le Soldat, Art Melody och Titica. Berättare är Fela Kuti, vars röst är hämtad från arkivmaterial. 

## Om filmen
Fonko hade premiär på Göteborg Film Festival 30 januari 2016 och samtidig internationell premiär på Kraków Film Festival och Beat Film Festival i Moskva. Filmen hade biopremiär i Sverige 8 april 2016, på biografen Zita i Stockholm, och fick 3,8 i snittbetyg av kritikerna enligt sajten kritiker.se.  
Filmen producerades av Tobias Jansson och Göran Hugo Olsson från produktionsbolaget Story, med Westdeutscher Rundfunk som samproducenter. Den hade produktionsstöd av Svenska Filminstitutet och Nordisk Film & TV Fond. 